# Los Goldberg
Los Goldberg (en inglés: The Goldbergs) es una serie de televisión estadounidense de comedia emitida por la cadena ABC. Es una serie autobiográfica basada en la vida del productor y guionista Adam F. Goldberg durante su infancia en los años 1980.
El 19 de abril de 2022, la serie fue renovada para una décima temporada, que se estrenó el 21 de septiembre de 2022. El 23 de febrero de 2023, ABC anunció que la décima temporada sería la última de la serie. La serie finalizó el 3 de mayo de 2023.

## Sinopsis
Adam Goldberg es un niño de 11 años que filma a su familia con su cámara de vídeo. La serie está basada en la infancia del creador Adam F. Goldberg en la ciudad de Jenkintown, Pennsylvania. Adam tiene dos hermanos, Erica y Barry y sus padres son Beverly  y Murray. También tiene un abuelo, el padre de Beverly, Albert 'Pops' Salomón.

## Argumento
Beverly (Wendi McLendon-Covey) es una madre muy sobreprotectora que gobierna a su familia utilizando todas las técnicas existentes de chantaje emocional y entrometiéndose constantemente en la vida de sus hijos. Para Adam (Sean Giambrone) de 11 años estos eran sus maravillosos años y se enfrentó a ellos armado con una cámara de vídeo para capturar toda la locura. Los Goldbergs son una familia amorosa como cualquier otra, pero con muchos más gritos. El padre, Murray (Jeff Garlin) es un rudo padre irascible que está aprendiendo a como ser padre sin gritar después de un reciente problema de salud. Erica (Hayley Orrantia) de 17 años y Barry (Troy Gentile) de 16, son los otros dos hijos. Completa la familia el abuelo Albert "Pops" (“el Abu”) (George Segal), el hombre salvaje del clan, un desvergonzado Don Juan.

## Reparto

### Principales
- Sean Giambrone como Adam F. Goldberg
- Wendi McLendon-Covey como Beverly Salomón Goldberg[6]
- Jeff Garlin como Murray Goldberg
- Troy Gentile como Barry Goldberg
- Hayley Orrantia como Erica Goldberg
- George Segal como Albert Salomón
- Patton Oswalt como Adam Goldberg adulto (Narrador)[7]
- Amanda Michalka como Lainey Lewis
- Paul Sorvino y Judd Hirsch como Ben Goldberg

### Secundarios
- Virginia Gardner como Lexy Bloom
- Natalie Alyn Lind como Dana Caldwell
- Jackson Odell como Ari Caldwell
- Brec Bassinger como Zoes
- Karen Gonzalez como Vendedora
- Sam Lerner como Geoff Schwartz
- Rowan Blanchard como Jackie

## Temporadas
| Temporada | Temporada | Episodios | Episodios | Emisión original         | Emisión original   |
| Temporada | Temporada | Episodios | Episodios | Primera emisión          | Última emisión     |
| --------- | --------- | --------- | --------- | ------------------------ | ------------------ |
|           | 1         | 23        | 23        | 24 de septiembre de 2013 | 13 de mayo de 2014 |
|           | 2         | 24        | 24        | 24 de septiembre de 2014 | 13 de mayo de 2015 |
|           | 3         | 25        | 25        | 23 de septiembre de 2015 | 18 de mayo de 2016 |
|           | 4         | 24        | 24        | 21 de septiembre de 2016 | 17 de mayo de 2017 |
|           | 5         | 22        | 22        | 27 de septiembre de 2017 | 16 de mayo de 2018 |
|           | 6         | 23        | 23        | 26 de septiembre de 2018 | 8 de mayo de 2019  |
|           | 7         | 23        | 23        | 25 de septiembre de 2019 | 13 de mayo de 2020 |
|           | 8         | 22        | 22        | 21 de octubre de 2020    | 19 de mayo de 2021 |
|           | 9         | 22        | 22        | 22 de septiembre de 2021 | 18 de mayo de 2022 |
|           | 10        | 22        | 22        | 21 de septiembre de 2022 | 3 de mayo de 2023  |

## Spin off
De la serie surgió el spin off Schooled, ambientado en los años '90.